# 巴德月谷
巴德月谷（Vallis Baade）是位于月球西侧巴德陨石坑东南偏南方的一条203公里长的蜿蜒山谷，肇始于巴德陨石坑西北的小陨石坑"布瓦尔 D"（Bouvard D），终止于卫星坑"因吉拉米-K"（Inghirami K），其中心月面坐标为南纬45.9°、西经76.2°（科迪勒拉山脉南面），它有一座与其同名的，以德国天文学家沃尔特·巴德命名的陨石坑。1964年被国际天文学联合会正式认可。 
巴德月谷是从东方海圆形撞击盆地东南侧延伸出的数条月谷之一，另外两条是"因吉拉米月谷"（Vallis Inghirami）和"布瓦尔月谷"（Vallis Bouvard）。